# Dalečín
Dalečín (en allemand : Tollstein) est une commune du district de Žďár nad Sázavou, dans la région de Vysočina, en République tchèque. Sa population s'élevait à 640 habitants en 2020.

## Géographie
Dalečín se trouve à 8 km au sud-sud-est de Bystřice nad Pernštejnem, à 22 km à l'est-nord-est de Žďár nad Sázavou, à 52 km au nord-est de Jihlava et à 142 km à l'est-sud-est de Prague.
La commune est limitée par Strachujov, Unčín, Jimramov et Ubušínek au nord, par Sulkovec, Chlum-Korouhvice et Vír à l'est, par la Svratka et les communes de Bystřice nad Pernštejnem et Písečné au sud, et par Velké Janovice à l'ouest.

## Histoire
La première mention écrite de la localité date de 1086.

## Administration
La commune se compose de trois quartiers :
- Dalečín
- Hluboké
- Veselí

## Transports
Par la route, Dalečín se trouve à 9,7 km de Bystřice nad Pernštejnem, à 32 km de Žďár nad Sázavou, à 68 km de Jihlava et à 187 km de Prague.